# Mistrzostwa Świata w Biathlonie 2020 – sztafeta kobiet
Sztafeta kobiet na Mistrzostwach Świata w Biathlonie 2020 odbyła się 22 lutego w Rasen-Antholz. Była to dziewiąta konkurencja podczas tych mistrzostw. Wystartowały w niej 24 reprezentacje, z których ukończyły 6 nie ukończyło zawodów. Mistrzyniami świata zostały Norweżki, srebro zdobyły Niemki, a trzecie miejsce zajęła reprezentacja Ukrainy.
Reprezentacja Polski zajęła 7. miejsce.

## Wyniki
| Miejsce | Nr | Reprezentacja                                                                                       | Czas                                      | Kary (L+S)                               | Strata  |
| ------- | -- | --------------------------------------------------------------------------------------------------- | ----------------------------------------- | ---------------------------------------- | ------- |
| 01 !    | 1  | Norwegia · Synnøve Solemdal · Ingrid Landmark Tandrevold · Tiril Eckhoff · Marte Olsbu Røiseland    | 1:07:05,7 17:04,5 16:31,6 17:05,5 16:24,1 | 0+4 1+5 0+1 0+0 0+0 0+2 0+3 1+3 0+0 0+0  | -       |
| 02 !    | 6  | Niemcy · Karolin Horchler · Vanessa Hinz · Franziska Preuß · Denise Herrmann                        | 1:07:16,4 17:33,6 16:28,9 16:40,1 16:33,8 | 0+4 0+5 0+1 0+3 0+0 0+0 0+1 0+0 0+2 0+2  | +10,7   |
| 03 !    | 7  | Ukraina · Anastasija Merkuszyna · Julija Dżima · Wita Semerenko · Ołena Pidhruszna                  | 1:07:24,1 17:00,6 16:38,5 17:14,6 16:30,4 | 0+4 0+4 0+1 0+1 0+2 0+0 0+1 0+2 0+0 0+1  | +18,4   |
| 4       | 8  | Czechy · Jessica Jislová · Markéta Davidová · Lucie Charvátová · Eva Puskarčíková                   | 1:07:36,8 17:05,2 16:28,0 17:08,1 16:55,5 | 0+4 0+6 0+0 0+2 0+0 0+1 0+3 0+3 0+1 0+0  | +31.1   |
| 5       | 4  | Szwecja · Elvira Öberg · Mona Brorsson · Linn Persson · Hanna Öberg                                 | 1:07:50,6 17:05,9 17:12,3 16:29,6 17:02,8 | 0+5 1+6 0+2 0+0 0+2 0+2 0+0 0+1 0+1 1+3  | +44.9   |
| 6       | 2  | Szwajcaria · Elisa Gasparin · Selina Gasparin · Aita Gasparin · Lena Häcki                          | 1:07:52,8 16:58,8 17:03,5 16:59,1 16:51,4 | 0+7 0+4 0+1 0+0 0+3 0+2 0+1 0+0 0+2 0+2  | +47.1   |
| 7       | 13 | Polska · Kinga Zbylut · Monika Hojnisz-Staręga · Kamila Żuk · Magdalena Gwizdoń                     | 1:07:56,0 16:51,5 16:30,9 16:37,2 17:56,4 | 0+2 0+4 0+0 0+0 0+0 0+1 0+2 0+2          | +50.3   |
| 8       | 5  | Rosja · Jekatierina Jurłowa-Percht · Irina Starych · Swietłana Mironowa · Łarisa Kuklina            | 1:08:08,3 16:47,9 16:45,0 17:20,0 17:15,4 | 0+2 1+9 0+0 0+1 0+0 0+3 0+0 1+3 0+2 0+2  | +1:02.6 |
| 9       | 15 | Kanada · Emily Dickson · Emma Lunder · Megan Bankes · Nadia Moser                                   | 1:09:19,4 17:21,2 16:36,4 17:35,4 17:46,4 | 0+4 1+8 0+1 0+2 0+2 0+0 0+0 1+3 0+1 0+3  | +2:13.7 |
| 10      | 10 | Włochy · Lisa Vittozzi · Dorothea Wierer · Federica Sanfilippo · Michela Carrara                    | 1:09:35,1 16:23,6 16:00,9 18:22,9 18:47,7 | 1+7 2+5 0+1 0+0 0+2 2+3 1+3 0+2          | +2:29.4 |
| 11      | 17 | Finlandia · Suvi Minkkinen · Mari Eder · Kaisa Mäkäräinen · Erika Jänkä                             | 1:09:45,9 17:59,4 16:37,1 16:42,4 18:27,0 | 0+5 0+6 0+1 0+2 0+0 0+1 0+3 0+0 0+1 0+3  | +2:40.2 |
| 12      | 9  | Austria · Julia Schwaiger · Lisa Hauser · Christina Rieder · Katharina Innerhofer                   | 1:09:50,1 17:16,4 17:14,2 16:50,3 18:29,2 | 0+5 3+8 0+0 0+2 0+2 0+3 0+0 0+0 0+3 3+3  | +2:44.4 |
| 13      | 12 | Białoruś · Iryna Kryuko · Hanna Soła · Dzinara Alimbiekawa · Jelena Kruczinkina                     | 1:10:16,4 17:57,1 17:17,3 17:27,6 17:34,4 | 1+5 0+8 1+3 0+1 0+0 0+3 0+0 0+2 0+2 0+2  | +3:10.7 |
| 14      | 3  | Francja · Julia Simon · Anaïs Bescond · Célia Aymonier · Justine Braisaz                            | 1:10:49,9 16:58,2 16:48,3 19:56,3 17:07,1 | 2+8 2+11 0+3 0+3 0+1 0+2 2+3 2+3 0+1 0+3 | +3:44.2 |
| 15      | 11 | Stany Zjednoczone · Susan Dunklee · Clare Egan · Joanne Reid · Emily Dreissigacker                  | 1:11:01,4 16:50,7 17:23,1 17:53,7 18:53,9 | 0+4 0+4 0+1 0+0 0+0 0+0 0+0 0+3 0+3 0+1  | +3:55.7 |
| 16      | 14 | Chiny · Chu Yuanmeng · Tang Jialin · Qu Ying · Meng Fanqi                                           | 1:11:29,4 17:23,9 17:01,6 19:05,4 17:58,5 | 0+1 1+8 0+0 0+2 0+0 0+1 0+1 1+3 0+0 0+2  | +4:23.7 |
| 17      | 23 | Słowacja · Ivona Fialková · Terézia Poliaková · Paulína Fialková · Veronika Machyniaková            | 1:11:59,8 17:02,2 18:13,2 16:47,3 19:57,1 | 0+5 0+7 0+1 0+1 0+0 0+2 0+1 0+1 0+3 0+3  | +4:54.1 |
| 18      | 18 | Kazachstan · Galina Wiszniewska · Jelizawieta Bielczenko · Anastasija Kondratiewa · Alina Kołomijec | 1:12:13,7 17:58,8 17:42,3 18:03,1 18:29,5 | 0+8 0+4 0+3 0+1 0+2 0+1 0+1 0+1 0+2 0+1  | +5:08,0 |
| 19      | 19 | Słowenia · Nika Vindišar · Lea Einfalt · Nina Zadravec · Polona Klemenčič                           | LAP 17:09,8 17:29,7 19:49,4               | 0+8 4+8 0+1 0+0 0+1 0+2 0+3 3+3 0+3 1+3  | -       |
| 20      | 20 | Bułgaria · Marija Zdrawkowa · Dafinka Koewa · Milena Todorowa · Danieła Kadewa                      | LAP 18:31,1 18:35,6                       | 0+2 0+7 0+1 0+3 0+0 0+1                  | -       |
| 21      | 22 | Japonia · Fuyuko Tachizaki · Sari Maeda · Yurie Tanaka · Asuka Hachisuka                            | LAP 17:23,5 18:09,8                       | 0+4 1+7 0+0 0+2 0+1 0+2 0+3 1+3          | -       |
| 22      | 21 | Korea Południowa · Anna Frolina · Ko Eun-jung · Mariya Abe · Jung Ju-mi                             | LAP 17:31,5                               | 0+6 1+4 0+3 0+1 0+3 1+3                  | -       |
| 23      | 24 | Łotwa · Jūlija Matvijenko · Sanita Buliņa · Baiba Bendika · Ieva Pūce                               | LAP 19:04,0                               | 0+4 0+1 0+3 0+1 0+1 0+0                  | -       |
| -       | 16 | Estonia · Regina Oja · Johanna Talihärm · Tuuli Tomingas · Grete Gaim                               | DSQ                                       | DSQ                                      | DSQ     |